# Corredor Filadélfia

O Corredor Filadélfia, ao longo da fronteira entre o Egito e a Faixa de Gaza.

Corredor Filadélfia, também chamado Rota Filadélfia refere-se a uma estreita faixa de terra, com 14 km de comprimento, situada na fronteira entre a Faixa de Gaza e o Egito. Nos termos do tratado de paz israelo-egípcio de 1979, o corredor seria controlado e patrulhado por forças israelenses. Posteriormente, pelos Acordos de Oslo, de 1995, Israel manteve o controle dessa zona tampão ao longo da fronteira. Um dos propósitos declarados de manutenção do Corredor  foi o de impedir o contrabando de armas, munições e outros materiais não permitidos por Israel, bem como controlar a passagem de pessoas entre o Egito e a Faixa de Gaza.
Após  a desocupação de Gaza por Israel, em 2005, a autoridade sobre o Corredor Filadélfia foi transferida para a Autoridade Palestina. Depois que o Hamas  tomou o poder na Faixa de Gaza (junho de 2007), Egito e Israel fecharam o Corredor, bloqueando a acesso por terra à Faixa de Gaza, que já sofre bloqueio aéreo e marítimo.
Posteriormente,  palestinos em cooperação com  egípcios, construíram túneis sob o corredor, de modo a possibilitar a passagem de  mercadorias e pessoas.
Em maio de 2011, na esteira da Primavera Árabe,  o Egito retirou as restrições na sua fronteira com Gaza, permitindo que muitos palestinos passassem livremente pela primeira vez em quatro anos. A medida  foi fortemente criticada por Israel e ocorreu cerca de três meses depois de Hosni Mubarak ter deixado a Presidência do Egito, depois de quase 30 anos no poder.
O exército egípcio continua a atuar na destruição dos túneis, mas seu desempenho não tem sido considerado satisfatório pelo governo israelense. Em abril de 2013, o Egito reforçou suas tropas na fronteira com a Faixa de Gaza. O exército egípcio informou que tem inutilizado os túneis, enchendo-os de água. 

## Antecedentes
O  Tratado de Paz Egito-Israel (1979), em que Israel concordou em se retirar da península do Sinai, estipulava que a fronteira com o Egito iria seguir a linha de fronteira do antigo Mandato Britânico da Palestina. A principal passagem na fronteira seria na cidade de Rafah, na Faixa de Gaza. Foi acordado que a área adjacente à fronteira (conhecida como Área C) seria desmilitarizada, e ao Egito seria permitido apenas manter as forças policiais ali. A Rota Filadélfia está inteiramente contida na zona desmilitarizada e tem 14 km, a partir do mar Mediterrâneo até a passagem de Kerem Shalom, onde há três vias entre Israel, Egito e a Faixa de Gaza.